# Segmento A
O segmento A é uma categoria de classificação dos automóveis. É a 1ª categoria dos segmentos europeus para automóveis de passeio definidos pela Comissão Europeia, sendo descrita como a dos citadinos. É aproximadamente equivalente à classe dos kei cars no Japão.
No Brasil, os automóveis do segmento A são classificados como de porte subcompacto.

## Definição
A partir de 2021, o tamanho da categoria do segmento A vai de aproximadamente 2,7 m a 3,7 m.

## Características
Estilos de carroceria para carros do segmento A são sempre hatchbacks. Mas, à medida que os crossovers ganham popularidade, novos modelos podem mudar para se parecerem com os crossovers. Tais exemplos são o Suzuki Ignis e o Renault Kwid. Outros estilos de carroceria, como sedãs, não estão presentes neste segmento porque essas formas se mostram impraticáveis nas dimensões típicas do segmento A.

## Exemplos
Em 2020, os dez carros do segmento A mais vendidos na Europa foram Fiat Panda, Fiat 500, Toyota Aygo, Renault Twingo, Volkswagen Up!, Hyundai i10, Kia Picanto, Peugeot 108, Citroën C1 e Suzuki Ignis. Outros modelos do segmento A incluem Chevrolet Spark, Dacia Spring, Ford Ka, Lancia Ypsilon,  Mitsubishi Mirage, Opel Agila, Smart Fortwo/Forfour, Suzuki Alto, Tata Indica, Toyota iQ, entre outros.

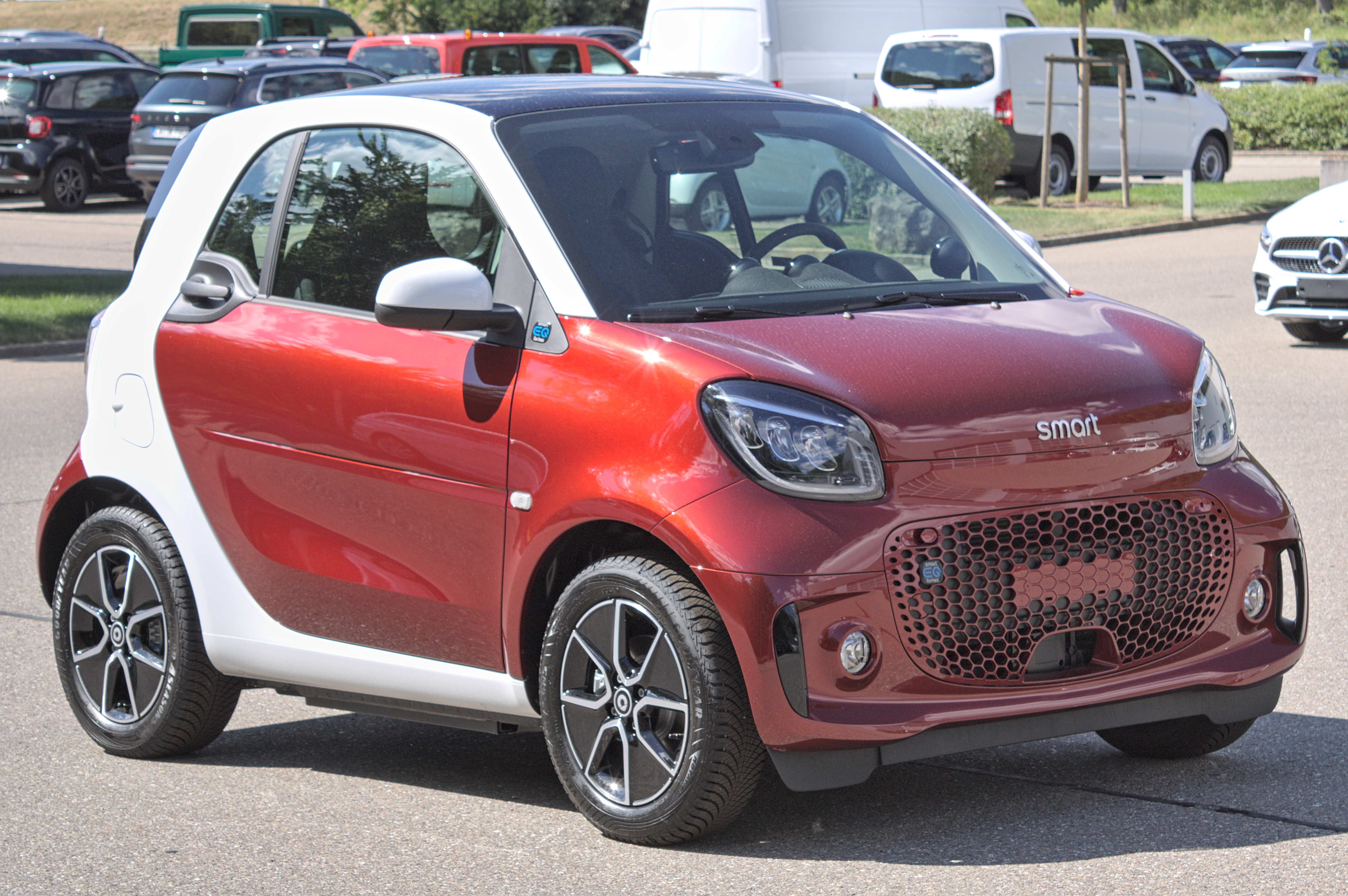
Smart EQ Fortwo (2016-2023)
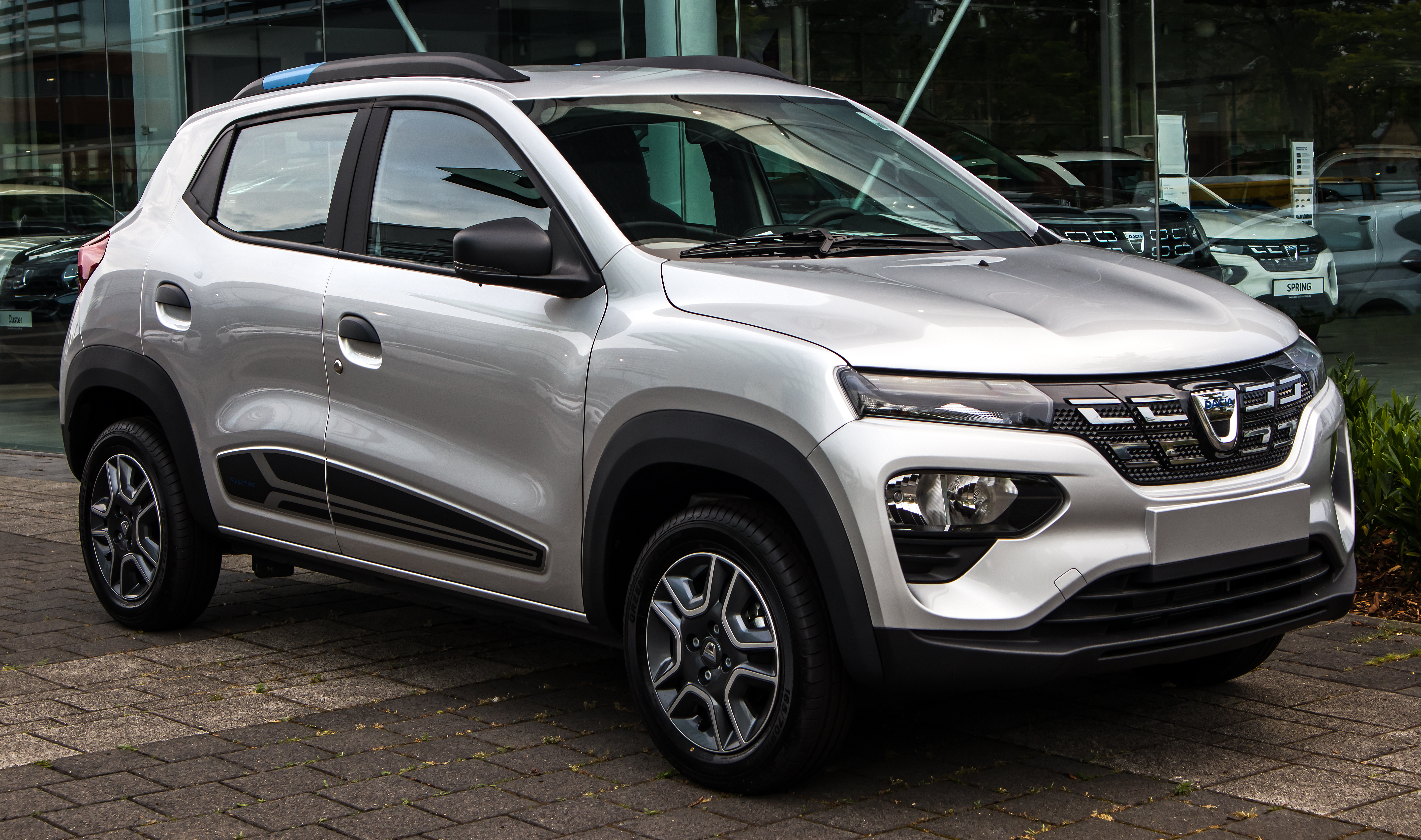
Dacia Spring (2021–presente)